# Droit béninois
Le droit béninois est le droit appliqué au Bénin depuis l'indépendance de la France le 1er août 1960.

## Sources du droit

### Bloc de constitutionnalité
La Constitution actuellement en vigueur au Bénin a été adopté à l’issue d’un referendum populaire le 11 décembre 1990. 
Outre la Constitution, le bloc de Constitutionnalité comprend : « la Charte africaine des droits de l’homme et des peuples adoptée en 1981 par l’Organisation de l’unité africaine, ratifiée par le Bénin le 20 janvier 1986 » dont les dispositions « font partie intégrante de la (…) Constitution et du droit béninois et ont une valeur supérieure à la loi interne ».

### Traités internationaux
Le Bénin est membre de l'Organisation pour l'harmonisation en Afrique du droit des affaires, dont elle a signé le traité initial du 17 octobre 1993 ainsi que le traité portant révision du traité du 17 août 2008.

### Législation
La législation se compose de la législation d'origine coloniale issue du droit français introduit en 1830 au Sénégal et étendue à l’Afrique-Occidentale française par les décrets d'introduction, et de la législation d'origine nationale qui s'est développée depuis l'indépendance.

### Droit coutumier
Le droit coutumier se compose des règles issues des coutumes locales. Durant la période coloniale, ces règles ont été réunies dans un document appelée Coutumier du Dahomey qui comprenait principalement des coutumes liées au droit foncier à l’exclusion de certains meubles.
Le 24 août 2004, l'article 1030 du Code des personnes et de la famille dispose que « les coutumes cessent d’avoir force de loi en toutes matières régies par le […] code ». Par conséquent, la coutume ne reste appliqué que dans le domaine du droit foncier. 
Toutefois, depuis 2013, la loi n° 2013-01 portant Code foncier et domanial en République du Bénin a été voté et dispose en son article 4 :

« Le régime foncier en vigueur en République du Bénin est celui de la confirmation de droits fonciers [...] Au sens du présent code, les documents de présomption de propriété sont :

- l'attestation de détention coutumière ;

- l'attestation de recasement ;

- l'avis d'imposition des trois dernières années. »

## Organisation juridictionnelle

### Ordre judiciaire et administratif

#### Tribunaux de première instance
Auparavant au nombre de huit, le nombre de tribunaux est passé à 28 lors de l’entrée en vigueur de la loi n° 2001-37 du 27 août 2002. Depuis cette même loi, une chambre administrative est créée dans chaque tribunal. 
Ils se subdivisent en deux types : les tribunaux de première instance de première classe qui se trouvent dans les chefs lieux des communes à statut particulier, et les tribunaux de première instance de deuxième classe dont la juridiction couvre trois communes (à raison de 25 tribunaux de deuxième classe). 

#### Cours d'appel
Créée par la loi n° 2001-37 du 27 août 2002, les cours d'appel sont au nombre de trois (Cotonou, Abomey et Parakou). Depuis la loi de 2002, une chambre administrative est créée dans chaque cours d'appel. 
La Cour d'appel de Cotonou est compétence pour les appels formés dans les départements de l’Atlantique, du Littoral, de l’Ouémé et du Plateau. Celle d'Abomey pour les départements des Collines, du Couffo, du Mono et du Zou. Enfin, celle de Parakou est compétente pour les départements de l’Atacora, de l’Alibori, de Borgou, et de la Donga. 
Les chambres des cours d'appel sont : une chambre civile moderne et sociale, une chambre administrative, une chambre de droit traditionnel, une chambre correctionnelle, une chambre des comptes, une chambre d’accusation, et une chambre commerciale. 

#### Cour suprême
La Cour suprême, créée par l’article 131(1) de la Constitution, est la plus haute juridiction de l’État en matière administrative, judiciaire et des comptes de l’État.
Elle est dirigée par un président nommé pour un mandat cinq ans renouvelable une fois par le président de la République sur avis du président de l’Assemblée nationale.

### Tribunaux de conciliation
Il y a un tribunal de conciliation par commune, à l’exception de celles à statut particulier (Cotonou, Porto-Novo, et Parakou) qui en comptent un par arrondissement. Il cherche à concilier les parties d'un litige. Les conciliateurs sont des notables, et non des magistrats professionnels, par conséquent leur décision n’a pas de nature juridictionnelle ce qui implique que les tribunaux de conciliation ne constituent pas, en dépit de leur nom, un degré de juridiction.

### Cour constitutionnelle
Plus haute juridiction de l’État en matière constitutionnelle, elle juge de la constitutionnalité des lois et actes réglementaires.
Elle contrôle la constitutionnalité de ces actes par deux moyens : direct et indirect. Le contrôle direct est fait a priori et a posteriori par voie d'action. Il intervient avant l’entrée en vigueur de la norme supposée inconstitutionnelle ou après son entrée en vigueur. Le contrôle direct a priori n'est obligatoire que pour les lois organiques et les règlements intérieur de l'assemblée nationale, de la Haute Autorité de l’audio-visuel et de la communication, et du Conseil économique et social.
Le contrôle indirect en revanche s'exerce par renvoi d'une juridiction saisie d’une exception d’inconstitutionnalité. Il ne concerne que les lois,.

### Haute Cour de justice
La Haute Cour de justice est composée de six députés élus par l’Assemblée nationale, des membres de la Cour constitutionnelle (sauf le président) et du Président de la Cour suprême. Elle élit en son sein son président. Elle est compétente pour juger le président de la république et les membres du gouvernement à raison de faits qualifiés de haute trahison, d’infraction commise dans l’exercice ou à l’occasion de l’exercice de leurs fonctions ainsi que pour juger leurs complices en cas de complot contre la sûreté de l’État.
En février 2013, la Haute Cour de justice a été saisie contre deux anciens ministres : François Noudégbéssi, ancien ministre de l’environnement, de l’habitat et de l’urbanisme soupçonné d'avoir détourné des fonds publics, et Soulé Mana Lawani, ancien ministre de l’économie et des finances soupçonné dans une affaire de passation de marchés publics.

## Sources

## Compléments

### Lectures approfondies
- Honoré Akpomey, L'État de droit au Bénin : une délicate concrétisation, Université de Perpignan, 2015
- Éric M. Ngango Youmbi, La justice constitutionnelle au Bénin : logiques politique et sociale, L'Harmattan, 2016, 694 p.  (ISBN 978-2-343-09348-2)